# Centronycteris
Centronycteris är ett släkte i familjen frisvansade fladdermöss med två arter som förekommer i Central- och Sydamerika.
Wilson & Reeder (2005) och IUCN listar följande arter:
- Centronycteris centralis, från södra Mexiko till norra Bolivia.
- Centronycteris maximiliani, i Amazonområdet och östra Brasilien.

Dessa fladdermöss blir 50 till 62 mm långa (huvud och bål) och har en 18 till 23 mm lång svans. Den långa ulliga pälsen har en brun till gulbrun färg. Även ansiktet är bra täckt med hår. På pälsen finns inga mönster. Flygmembranen är mörk. Arterna har ingen körtel på flygmembranen som förekommer hos flera andra frisvansade fladdermöss.
Arterna är sällsynta och de iakttas ibland i täta skogar. Individerna vilar i trädens håligheter. De lämnar boet redan under eftermiddagen före skymningen. Födan utgörs av olika insekter. Upphittade honor var dräktiga med en unge.